# Lijst van voertuigen uit de Tweede Wereldoorlog
Dit is een lijst van voertuigen gebruikt in de Tweede Wereldoorlog, gerangschikt per land.

## Duitse voertuigen

### Tankjagers
- Elefant (Ferdinand)
- Jagdpanther
- Jagdpanzer IV
- Jagdtiger
- Panzerjager I
- Marder I AUT
- Marder II
- Marder III
- Nashorn (Hornisse)
- Stug III
- Stug IV
- Hetzer
- Sturmgeschütz III
- grille 15
- Waffentrager auf panzerkampfwagen 4

### Lichte tanks
- Panzerkampfwagen 35(t)
- Panzerkampfwagen 38(t)
- Panzerkampfwagen I
- Panzerkampfwagen II

### Middelzware tanks
- Panzerkampfwagen III
- Panzerkampfwagen IV
- Panzerkampfwagen V Panther

### Zware tanks
- Panzerkampfwagen VI Tiger
- Panzerkampfwagen VIb Königstiger
- Panzerkampfwagen VIII Maus (Prototype gebleven)

### Gemechaniseerde artillerie
- Hummel
- Wespe
- Grille
- Sturmpanzer I 'Bison'
- Sturmpanzer II
- Sturmhaubitze 42
- Sturmtiger
- Sturmpanzer IV 'Brummbär'

### Transportvoertuigen
- Kleines Kettenkraftrad
- Sd.Kfz. 250 Leichte Gepanzerte Kraftwagen
- Sd.Kfz. 250 Schutzenpanzerwagen
- Sd.Kfz. 251
- Sd.Kfz. 252 Leichte Gepanzerte Munitionskraftwagen
- Sd.Kfz. 253 Leichte Gepanzerte Beobachunskraftwagen

## Amerikaanse voertuigen

### Tankjagers
- M10 Wolverine
- M18 Hellcat
- M36 Jackson

### Lichte tanks
- M2 Light Tank
- M3-M5 Stuart
- M24 Chaffee

### Middelzware tanks
- M2 Medium Tank
- M3 Grant
- M4 Sherman
- M26 Pershing

### Gemechaniseerde artillerie
- M3 GMC
- M7 Priest
- M8 Scott
- M12 GMC
- M40 GMC
- T34 Calliope

## Britse voertuigen

### Tankjagers
- Achilles
- Archer

### Lichte tanks
- Tetrarch
- Vickers Light Tank

### Middelzware tanks
- Challenger
- Comet (tank)
- Cruiser Cromwell
- Crusader
- Sherman Firefly
- Matilda, infantry tank Mk I/Mk II
- Valentine
- Covenanter tank

### Zware tanks
- Churchill, Infantry Tank Mk IV
- Black Prince
- TOG I en TOG II
- Matilda I
- Matilda II

### Gemechaniseerde artillerie
- Deacon
- M7 Priest
- Sexton

### Transportvoertuigen
- Bren Gun Carrier  (Universal Carrier)

### Verkenningsvoertuigen
- Daimler Scout Car
- Staghound

### Vlammenwerpertanks
- Crocodile

## Russische voertuigen

### Tankjagers
- SU-76
- SU-76M
- SU-76L
- SU-85B
- SU-85
- SU-100
- SU-100Y
- SU-122-44
- SU-122-54
- SU-130
- SU-152
- ISU-152
- Object 703

### Lichte tanks
- BT-1 (prototype)
- BT-2 of BT-3
- BT-4
- BT-5
- BT-7
- BT-SV (prototype)
- A-20 (prototype
- A-32 (prototype
- T-26
- T-46
- T-50-2
- T-50
- T-60
- T-70
- T-80
- BT-7M(BT-8)

### Middelzware tanks
- T-28
- T-34
- T-34-85
- T-43
- T-44

### Zware tanks
- KV-1
- KV-2
- KV-3
- KV-4
- KV-5
- JS-1
- JS-2
- KV-85
- IS-1
- IS-2
- IS-3
- KV-220T

### Vlammenwerpertanks
- KV-8
- KV-8s

## Italiaanse voertuigen

### Tankjagers
- Semovente da 75/18
- L3/33
- L3/35

### Lichte tanks
- M14-41
- M13/40
- Fiat 3000
- Fiat L6/40
- Fiat M11/39

### Middelzware tanks
- M11/39
- M15/42
- Fiat M13/40
- M15/42
- Fiat M16/43

### Zware tanks
- P-40

### Gemechaniseerde artillerie
- Semovente da 20/70 quadruplo
- Semovente da 75/18